# Stefan Kürti
| 275264 Krisztike       | 9 gennaio 2010    |
| 336680 Pavolpaulík     | 10 gennaio 2010   |
| 353232 Nolwenn         | 6 febbraio 2010   |
| 376029 Blahová         | 12 febbraio 2010  |
| 376694 Kassák          | 30 gennaio 2011   |
| 381904 Beatita         | 12 febbraio 2010  |
| 471109 Vladobahýl      | 12 febbraio 2010  |
| 541982 Grendel         | 16 marzo 2012     |
| 542026 Kaszásattila    | 24 marzo 2011     |
| 542461 Slovinský       | 3 ottobre 2010    |
| 543698 Miromesaroš     | 6 ottobre 2011    |
| 543914 Tessedik        | 15 marzo 2012     |
| 544541 Srholec         | 24 marzo 2011     |
| 545167 Bonfini         | 30 gennaio 2011   |
| 546498 Demjénferenc    | 31 ottobre 2010   |
| 548690 Hazucha         | 28 ottobre 2010   |
| 549228 Labuda          | 24 marzo 2011     |
| 549229 Bánjános        | 24 marzo 2011     |
| 552847 Steinaurél      | 28 ottobre 2010   |
| 554959 Lasica          | 4 dicembre 2010   |
| 563716 Szinyeimersepál | 31 ottobre 2013   |
| 545561 Nesbø           | 26 agosto 2011    |
| 558195 Eugengindl      | 28 settembre 2013 |
| 579724 Rómerflóris     | 18 marzo 2012     |
| 589841 Strobl          | 28 ottobre 2010   |

Stefan Kürti (1960) è un astronomo amatoriale slovacco.
Il Minor Planet Center gli accredita le scoperte di ventitre asteroidi, effettuate tra il 2010 e il 2013, di cui sedici in collaborazione con Krisztián Sárneczky.
Gli è stato dedicato l'asteroide 132798 Kürti .